# Никола Листеш
Никола Листеш (Сплит, 1960) један је од најнаграђиванијих хрватски карикатуриста, илустратора и цртача стрипова. Цртеже објављује од десете, а стрипове од 22 године живота у Хрватској и иностранству. Добитник је преко 100 (110) награда за карикатуру, од тога 56 међународних. Члан је Хрватског друштва карикатуриста.

## Живот и каријера
Родио се у Сплиту 10. јануара 1960. године у коме је похађао основну и средњу аранжерску школу. Карикатуром се бави од десете године, а прву је објавио у 13. години живота. Стрипове је почео да црта од своје 22 године живота. Први стрип „Scando” који је објавио је заједно са Срећком Пунтарића у СН ревији наишао на добар пријем међу читаоцима.
После је цртао стрип за Дизнијеву компанију, намењена француском тржишту. У време рата на простору бивше Југославије с краја 20. века скренуо је пажњу својим стрипом, са темама из рата, „Супер Хрвоје”, који је излазио у Недељној Далмацији. 
Сарадник је хрватског недељника за културу Хрватског слова, у којем већ 20 година редовно објављује политичко-хумористички стрип-каиш „Седмо осетило” иронично бележећи политичку ситуацију у савременој Хрватској. Аутор је и политичких стрипова „Хуманоиди” и „Диоклецијанчићи”.
Читаоцима стрип ревије „Листес”, у изању Вечерњег листа, добро је познат као аутора Гладијатора Пегуле. 
Његов познатији рад као илустратора је књига за децу Еко, која је изашла у Аустралији, у издању издавача Batbooks.
Живи и ствара у Каштелу Сућурац код Сплита. Члан је Хрватског друштва карикатуриста

## Ликовно стваралаштво
На Листешовим карикатурима његови ликови су предимензионираних носева и ситних очију којима он 
| „ | удахњује живот и живост минималним интервенцијама, стварајући људску комедију, али не лишавајући се ни животињске фарме, не зато да би му животиње послужиле у езоповској метафори, него да би обогатиле орвелијанску атмосферу парадоксалне (наше) политичке реалности. | ” |

Његов стрип слободно плове у времену и простору, и понекад води у бронзано или камено доба, тек да и он на свој начин каже како се са човеком у међувремену ништа битно није догодило, и нагласи како и даље живимо у театру комедије и апсурда, додуше нешто модернијем.

## Награде
Никола Листеш који годишње учествује на око 120 конкурса за карикатуру широм света добитник је бројних награда, међу којима су значајније:
- Прва награда музеја Буцовина у Румунији,
- Награда за успешност на Аидин Догану,
- Награда на највећем светском фестивалу карикатуре у Ирану,
- Гран при Кореје (на који се сваке године пошаље 10.000 карикатура и стрипова из целог света).
- Пет награда „Оскарик” Хрватског друштва карикатуриста (коју добије аутор који је током једне календарске године добио највише награда на фестивалима карикатура широм света).

Са до сада (2016) са освојених 100 (110) од тога 56 међународних награда, постао је најнаграђиванији хрватски карикатуриста. Године 2009. освојио је највише награда 9.